# ريم راسموسن
ريم راسموسن (بالدنماركية: Rie Rasmussen)‏ هي عارضة وكاتبة سيناريو ومخرجة وممثلة دانمركية، ولدت في 14 فبراير 1976 في الدنمارك.

## وصلات خارجية
- ريم راسموسن على موقع IMDb (الإنجليزية)
- ريم راسموسن على موقع ألو سيني (الفرنسية)
- ريم راسموسن على موقع أول موفي (الإنجليزية)
- ريم راسموسن على موقع قاعدة بيانات الأفلام السويدية (السويدية)
- ريم راسموسن على موقع قاعدة بيانات الفيلم (الإنجليزية)
- ريم راسموسن على موقع كينوبويسك (الروسية)
- ريم راسموسن على موقع دليل عارضات الأزياء (الإنجليزية)